# Arne Post
Arne Post (* 20. September 1983) ist ein ehemaliger norwegischer Wintertriathlet und mehrfacher Europa- und Weltmeister Wintertriathlon.

## Werdegang
Arne Post wurde 2002 Junioren-Weltmeister Wintertriathlon.
2003 startete er bei den U23-Weltmeisterschaften im Duathlon und belegte in Italien den achten Rang.
Er startete erstmals 2005 bei den Nationalen Meisterschaften im Skilanglauf.
2006 in Norwegen wurde Arne Post Dritter bei der Wintertriathlon-Weltmeisterschaft (7,5 km Laufen, 12,5 km auf dem Mountainbike und 9,9 km auf den Langlaufskiern).

### Weltmeister Wintertriathlon 2007
2007 wurde er im italienischen Flassin Weltmeister im Wintertriathlon und er konnte diesen Erfolg im nächsten Jahr wiederholen.
2009 wurde er Wintertriathlon-Europameister und im März 2011 wurde er nach 2009 erneut Vize-Weltmeister. Seit 2013 tritt Arne Post nicht mehr international in Erscheinung.

## Sportliche Erfolge
| Datum/Jahr    | Rang | Wettbewerb                                         | Austragungsort | Zeit     | Bemerkung |
| ------------- | ---- | -------------------------------------------------- | -------------- | -------- | --- |
| 23. Feb. 2013 | 6    | ITU Winter Triathlon World Championships           | Cogne          | 01:09:49 | |
| 26. März 2011 | 2    | ITU Winter Triathlon World Championships           | Jämijärvi      | 01:10:37 | |
| 13. Feb. 2010 | 4    | ITU Winter Triathlon World Championships           | Eidsvoll       | 01:10:43 | |
| 6. Feb. 2010  | 2    | ETU Winter Triathlon European Championships        | Lygna          | 01:09:31 | |
| 14. Feb. 2009 | 2    | ITU Winter Triathlon World Championships           | Gaishorn       | 01:18:28 | [ 1 ] |
| 8. Feb. 2009  | 1    | ETU Winter Triathlon European Championships        | Latky Mlaky    | 01:15:33 | Europameister Winter-Triathlon                                                                                    |
| 22. Feb. 2008 | 1    | ITU Winter Triathlon World Championships           | Freudenstadt   | 01:37:30 | Sieger beim CoolMan                                                                                               |
| 3. März 2007  | 1    | ITU Winter Triathlon World Championships           | Flassin        | 01:38:05 | [ 2 ] |
| 17. Feb. 2007 | 1    | ITU Winter Triathlon World Cup                     | Gaishorn       | 01:12:02 | Skating wurde durch einen Crosslauf ersetzt (7 km Laufen, 14 km MTB und 3,5 km Laufen)                            |
| 9. Feb. 2007  | 2    | ETU Winter Triathlon European Championships        | Triesenberg    | 01:17:47 | Vize-Europameister Winter-Triathlon                                                                               |
| 14. Jan. 2007 | 1    | ITU Winter Triathlon World Cup                     | Valberg        | 01:33:23 | Sieg vor dem Österreicher Sigi Bauer                                                                              |
| 25. März 2006 | 3    | ITU Winter Triathlon World Championships           | Sjusjøen       | 01:35:04 | Wintertriathlon-Weltmeisterschaft (7,5 km Laufen, 12,5 km auf dem Mountainbike und 9,9 km auf den Langlaufskiern) |
| 4. März 2006  | 2    | ETU Winter Triathlon European Championships        | Schilpario     | 01:25:56 | Vize-Europameister Winter-Triathlon                                                                               |
| 5. März 2005  | 7    | ITU Winter Triathlon World Championships           | Štrbské Pleso  | 01:15:28 | |
| 23. Feb. 2002 | 1    | ITU Winter Triathlon World Championship Junior Men | Brusson        | 01:34:04 | Junioren-Weltmeister                                                                                              |

| Datum/Jahr    | Rang | Wettbewerb                             | Austragungsort | Zeit     | Bemerkung |
| ------------- | ---- | -------------------------------------- | -------------- | -------- | --------- |
| 25. Okt. 2003 | 8    | ETU Duathlon European Championship U23 | Varallo-Sesia  | 02:01:05 |           |

(DNF – Did Not Finish)